# سوسن أجرد
سوسن أجرد هو نوع في جنس سوسن. إنه جذمور معمر من جبال القوقاز داخل إيران وأرمينية وأذربيجان وجُرجية. لها أوراق عريضة شبيهة بالسيف خضراء أو صفراء أو خضراء فاتحة وساق نحيلة ذات فروع ومناطق خضراء منتفخة ومتداخلة وزهور صفراء أو صفراء باهتة أو صفراء مخضرة من 2-5.